# Poicephalus crassus
Poicephalus crassus là một loài chim trong họ Psittacidae.